# Zelfportret met zwarte baret en gouden ketting
Zelfportret met zwarte baret en gouden ketting is een schilderij toegeschreven aan Rembrandt in Museum Schloss Wilhelmshöhe in Kassel.

## Voorstelling
Het stelt de schilder Rembrandt voor op ongeveer 48-jarige leeftijd. Hij draagt een eenvoudige, bruine jas met daarop een gouden halsketting.

## Toeschrijving en datering
Het werk is twee keer gesigneerd, rechtsmidden met ‘Rembrandt / f. 1654’ en linksboven met ‘Rembrandt f’. Het is onduidelijk welke signatuur origineel is. Volgens de kunsthistoricus Hubert von Sonnenburg is de signatuur linksboven niet origineel, omdat deze is aangebracht op een versleten verflaag. Hij vermoedt dat deze is aangebracht toen de originele signatuur niet meer leesbaar was. Volgens het Rembrandt Research Project, echter, vertoont de signatuur linksboven craquelé die overeenkomt met de verflaag waarop deze is aangebracht en kan deze dus wel origineel zijn.
Het werk wordt toegeschreven aan Rembrandt. In de recente kunsthistorische literatuur wordt deze toeschrijving echter zeer in twijfel gebracht.

## Herkomst
De vroegst bekende eigenaar was Willem Spieringh (1635-1686) in Delft. In zijn boedelinventaris opgesteld in 1689 wordt onder nummer 48 vermeld ‘Een trony van Rembrant sijnde sijn contrefeytsel’. In 1721 werd het door Franco van der Goes voor 100 gulden verkocht aan de Delftse verzamelaar Valerius Röver jr.. In de handgeschreven catalogus van de verzameling Röver staat het vermeld onder nummer 69 onder het jaar 1721 als: ‘Het portret van Rembrandt, van voren met een mutse, door hem zelfs in zijn beste tijt geschildert ao. 1655. [ƒ] 100:-:- Hoog .. [opengelaten] Gekogt van de Raadsheer Mr. Franco van der Goes en is mij ao. 1724 ƒ 200:-:- voor geboden’. In 1750 verkocht zijn weduwe het werk, samen met de verdere verzameling Röver, aan landgraaf Willem VIII van Hessen-Kassel. Sindsdien bevindt het zich in Schloss Wilhelmshöhe in Kassel.